# Black metal
Black metal (svartmetall) är en undergenre till metal. Den företer vissa likheter med andra extrema metalgenrer såsom death metal. Ett vanligt drag i black metal är den flitiga användningen av det ockulta och teman som Satan och antikrist/anti-gud i texterna.

## Definition
Black metal har som subkultur utvecklat ett antal drag som inte är direkt knutna till själva musiken. Vanligt är exempelvis bruket av corpsepaint, taggförsedda armskydd och olika former av medeltida vapen vid liveframträdanden, i videor eller på bild. Vissa band väljer också av olika anledningar att hålla en medvetet låg profil och inte spela live eller ge intervjuer. Att endast ge ut skivor i en mycket begränsad upplaga förekommer även, och då gärna ett symboliskt antal, som till exempel 666. En anledning till detta kan vara att man vill skapa mystik runt bandet och att man inte vill bli betraktade som för kommersiella. Av den anledningen har även en del black metal spelats in med medvetet låg ljudkvalitet.
En annan egenhet är att stava det engelska ordet "of" som "ov". Exempel är bandet Behemoth vilka uteslutande använder stavningen "ov" i sina senare texter. Det förekommer även i namnet på bandet Ov Hell. 

## Historia

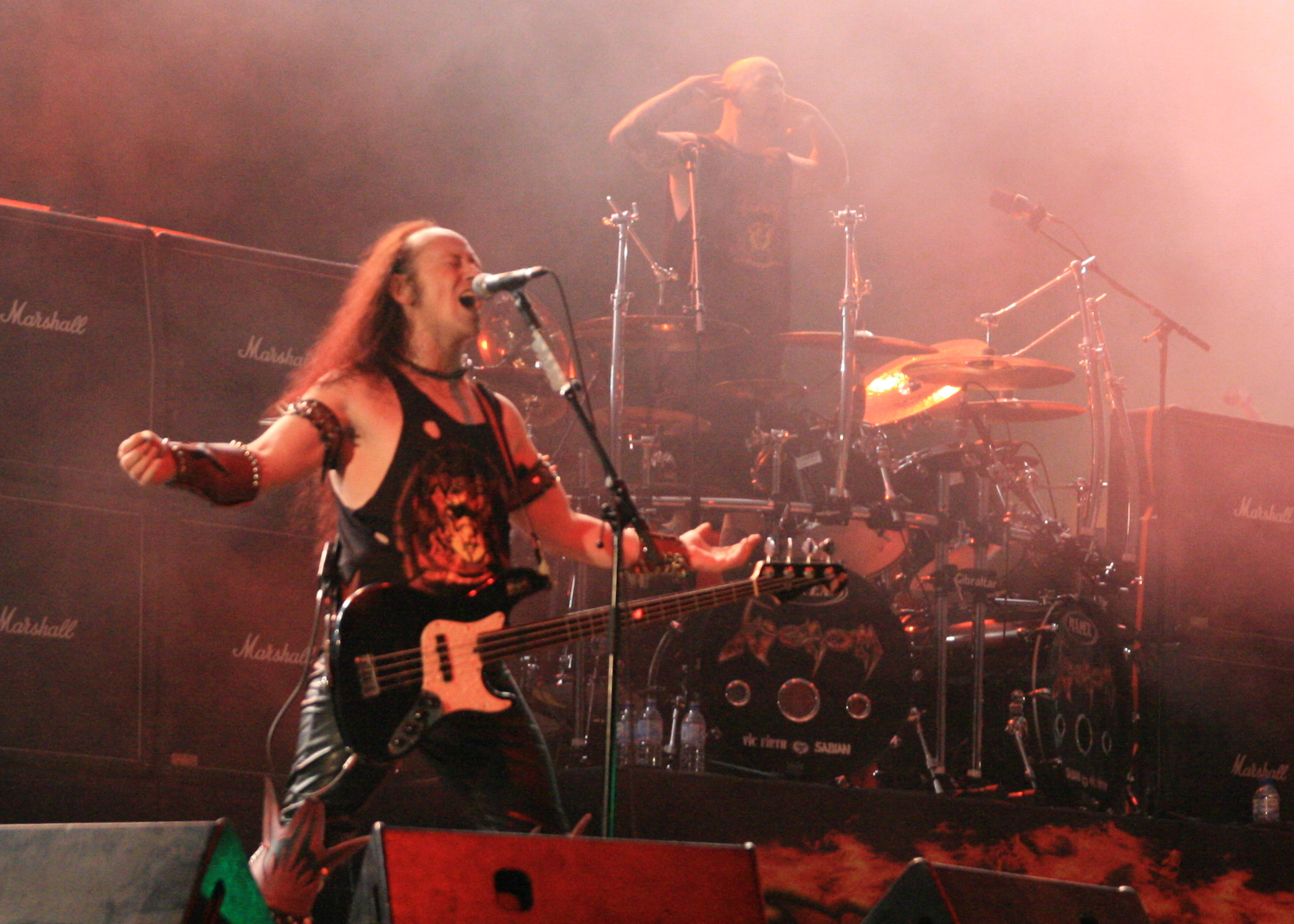
Venom på Hellfest 2008

### Första vågen
De fem band som gav genren en egen visuell estetik och musikstruktur var Venom från England, Bathory från Sverige, Hellhammer (senare Celtic Frost) från Schweiz, Sarcófago från Brasilien och Mercyful Fate från Danmark. Åren 1982–1983 var dåtidens black metals utformningstid. Bathory kom att återskapa genren flera gånger och ge den nya vinklar och metaforer. Den inledande djävulspositiva inställningen, som fungerade som en symbolisk krigföring mot kristen moralism, kompletterades senare med fornnordiska symboler och etniskt antiglobalt hat. Den brittiska gruppen Venom gav genrens dess namn med sitt andra album, betitlat just Black Metal (1982).

### Andra vågen
Genren föddes på nytt i Norge i början av 1990-talet, där band som Mayhem, Darkthrone, Burzum, Immortal och Emperor, med influenser främst från Bathory och Celtic Frost och diverse dödsmetallband, såg till att genren fick ett nytt fokus. Denna stil som växte fram kallas ofta "True Norwegian black metal". Under denna tid fick miljön en hel del medial uppmärksamhet på grund av ett antal kyrkbränder och våldsepisoder i Norge. Till skillnad från den första vågen, där man endast dyrkat satan på ett symboliskt plan, började en djupare och mer aggressiv livsåskådning framträda. Vissa övergav LaVey-satanismen och anammade satan som en gud, istället för enbart att använda honom som en symbol för det förkristna och ateistiska. Särskilt framträdande personer var Øystein Aarseth, Varg Vikernes och Per Yngve Ohlin.

### Tredje vågen
Under den andra hälften av 1990-talet valde en del black metal-band, som exempelvis Dimmu Borgir och Old Man's Child, att i musiken tillföra en symfonisk schola med synthar och stråkar.
Fjärde vågen
Från 2000-talet framåt har de äldre norska banden tagit ett steg tillbaka. Den polska black-metalscenen har på senare tid vuxit och band som Plaga, Furia, Mgła och Batushka har stigit fram. Mgła och Batushka har på senare tid varit aktiva live och kan anses vara två av de ledande banden i sin genre under 2010-talet.

## Subgenrer
Det finns många olika undergenrer till black metal, men det kan ofta vara svårt att exakt placera ett band.
- Melodisk/symfonisk black metal

En mer melodisk stil, med mer gitarrsolon och mer keyboard. Man skiljer emellanåt på melodisk och symfonisk black metal, där den symfoniska stilen har fler instrument som typiskt används i orkestrar som piano, violin eller cello. Exempel på band är Dimmu Borgir, Graveworm och Dissection.
- Viking metal

Black metal med inslag eller inspiration från folkmusik. Exempel på band är Bathory, Borknagar, Månegarm, Grift, och Windir.
- Ambient black metal

Black metal med inslag av ambient, ofta med synth och reverb. Exempel på band är Burzum, Vinterriket, Velvet Cacoon, Ulver och Xasthur.
- Black doom

Blandning av black metal och doom metal, musiken spelas i lägre tempo. Exempel på band är Bethlehem, Ajattara och Behexen.
- Depressive suicidal black metal

Texternas teman i depressive black metal är depression, självdestruktivitet, självmord, ångest och hat. Även musiken har en depressiv betoning och har ett lägre tempo än vanlig black metal och har ofta betydligt mer distade gitarrer. Exempel på band är Trist, Sterbend, Shining, Happy Days, Hypothermia och Deadlife.
- Depressive suicidal black metal (DSBM) har troligtvis sitt ursprung från band som Darkthrone och Burzum. Genren gav sig till känna i början av 2000-talet.

- Blackened death metal blandar death metal och black metal. Exempel på band är Belphegor, Behemoth, Akercocke och Sacramentum.

- Black-doom, även kallat blackened doom, blandar doom metal och black metal. Exempel på grupper är Barathrum, Forgotten Tomb, Woods of Ypres och Katatonia.
- Blackgaze är en blandning mellan black metal och shoegaze. Exempel på grupper är Deafheaven och Alcest.

### Ideologiska underindelningar
- Nazistisk black metal

Undergenren nazistisk black metal, skiljer sig oftast inte musikaliskt från vanlig black metal, men texterna förhärligar teman som nazism, vit makt och antisemitism.

### Unblack metal
Det dök sedermera upp uttalat kristna band som rent musikaliskt spelar black metal. Dessa band sägs ibland tillhöra en egen genre kallad Unblack metal eller White Metal. Under det tidiga 2000-talet har dock även kristna musiker kallat sin musik för black metal då dessa musiker anser att genren har förändrats från en ideologisk rörelse till en ren musikalisk genre. Några exempel inom området är band som: Horde, Antestor, Vaakevandring, Admonish och Crimson Moonlight.

## Kända band

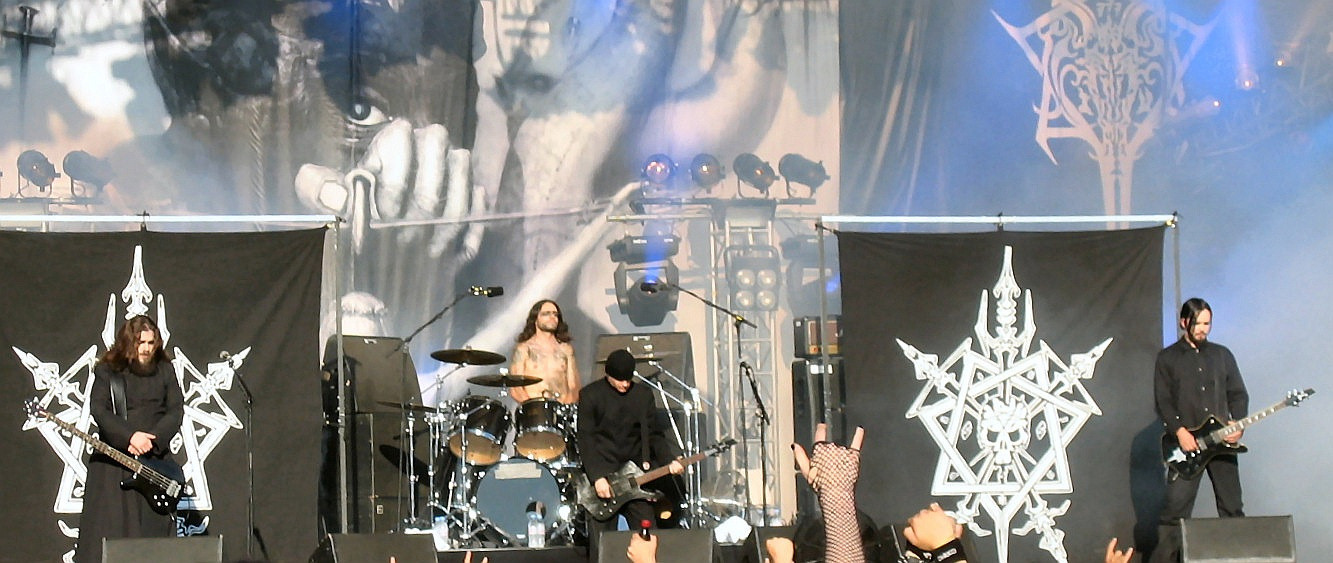
Celtic Frost live vid Tuska 2006.

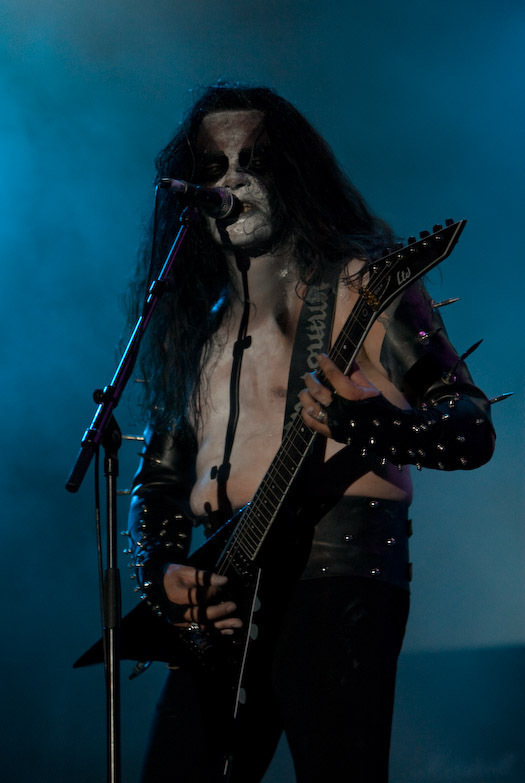
Abbath med Immortal vid Wacken Open Air 2007.

| Band              | Land           | Land           | Aktiva               |
| ----------------- | -------------- | -------------- | -------------------- |
| Bathory           | Sverige        | Sverige        | 1983-2004            |
| Behemoth          | Polen          | Polen          | 1991-                |
| Burzum            | Norge          | Norge          | 1991-                |
| Carpathian Forest | Norge          | Norge          | 1990-                |
| Celtic Frost      | Schweiz        | Schweiz        | 1984–1993, 2001–2008 |
| Dark Funeral      | Sverige        | Sverige        | 1993-                |
| Darkthrone        | Norge          | Norge          | 1986-                |
| Dimmu Borgir      | Norge          | Norge          | 1993-                |
| Dissection        | Sverige        | Sverige        | 1989-1997, 2004-2006 |
| Emperor           | Norge          | Norge          | 1991-2001, 2005-     |
| Gorgoroth         | Norge          | Norge          | 1992-                |
| Immortal          | Norge          | Norge          | 1989-2003, 2007-     |
| Marduk            | Sverige        | Sverige        | 1990-                |
| Mayhem            | Norge          | Norge          | 1984-1993, 1995-     |
| Sarcófago         | Brasilien      | Brasilien      | 1985-                |
| Satyricon         | Norge          | Norge          | 1990-                |
| Venom             | Storbritannien | Storbritannien | 1979-                |
| Watain            | Sverige        | Sverige        | 1998-                |